# 1491 год
1491 (ты́сяча четы́реста девяно́сто пе́рвый) год  по юлианскому календарю — невисокосный год, начинающийся в субботу. Это 1491 год нашей эры, 1‑й год 10‑го десятилетия XV века 2‑го тысячелетия, 2‑й год 1490‑х годов. Он закончился 534 года назад.
| Пн | Вт | Ср | Чт | Пт | Сб | Вс |
|    |    |    |    |    | 1  | 2  |
| 3  | 4  | 5  | 6  | 7  | 8  | 9  |
| 10 | 11 | 12 | 13 | 14 | 15 | 16 |
| 17 | 18 | 19 | 20 | 21 | 22 | 23 |
| 24 | 25 | 26 | 27 | 28 | 29 | 30 |
| 31 |    |    |    |    |    |    |

| Пн | Вт | Ср | Чт | Пт | Сб | Вс |
|    | 1  | 2  | 3  | 4  | 5  | 6  |
| 7  | 8  | 9  | 10 | 11 | 12 | 13 |
| 14 | 15 | 16 | 17 | 18 | 19 | 20 |
| 21 | 22 | 23 | 24 | 25 | 26 | 27 |
| 28 |    |    |    |    |    |    |

| Пн | Вт | Ср | Чт | Пт | Сб | Вс |
|    | 1  | 2  | 3  | 4  | 5  | 6  |
| 7  | 8  | 9  | 10 | 11 | 12 | 13 |
| 14 | 15 | 16 | 17 | 18 | 19 | 20 |
| 21 | 22 | 23 | 24 | 25 | 26 | 27 |
| 28 | 29 | 30 | 31 |    |    |    |

| Пн | Вт | Ср | Чт | Пт | Сб | Вс |
|    |    |    |    | 1  | 2  | 3  |
| 4  | 5  | 6  | 7  | 8  | 9  | 10 |
| 11 | 12 | 13 | 14 | 15 | 16 | 17 |
| 18 | 19 | 20 | 21 | 22 | 23 | 24 |
| 25 | 26 | 27 | 28 | 29 | 30 |    |

| Пн | Вт | Ср | Чт | Пт | Сб | Вс |
|    |    |    |    |    |    | 1  |
| 2  | 3  | 4  | 5  | 6  | 7  | 8  |
| 9  | 10 | 11 | 12 | 13 | 14 | 15 |
| 16 | 17 | 18 | 19 | 20 | 21 | 22 |
| 23 | 24 | 25 | 26 | 27 | 28 | 29 |
| 30 | 31 |    |    |    |    |    |

| Пн | Вт | Ср | Чт | Пт | Сб | Вс |
|    |    | 1  | 2  | 3  | 4  | 5  |
| 6  | 7  | 8  | 9  | 10 | 11 | 12 |
| 13 | 14 | 15 | 16 | 17 | 18 | 19 |
| 20 | 21 | 22 | 23 | 24 | 25 | 26 |
| 27 | 28 | 29 | 30 |    |    |    |

| Пн | Вт | Ср | Чт | Пт | Сб | Вс |
|    |    |    |    | 1  | 2  | 3  |
| 4  | 5  | 6  | 7  | 8  | 9  | 10 |
| 11 | 12 | 13 | 14 | 15 | 16 | 17 |
| 18 | 19 | 20 | 21 | 22 | 23 | 24 |
| 25 | 26 | 27 | 28 | 29 | 30 | 31 |

| Пн | Вт | Ср | Чт | Пт | Сб | Вс |
| 1  | 2  | 3  | 4  | 5  | 6  | 7  |
| 8  | 9  | 10 | 11 | 12 | 13 | 14 |
| 15 | 16 | 17 | 18 | 19 | 20 | 21 |
| 22 | 23 | 24 | 25 | 26 | 27 | 28 |
| 29 | 30 | 31 |    |    |    |    |

| Пн | Вт | Ср | Чт | Пт | Сб | Вс |
|    |    |    | 1  | 2  | 3  | 4  |
| 5  | 6  | 7  | 8  | 9  | 10 | 11 |
| 12 | 13 | 14 | 15 | 16 | 17 | 18 |
| 19 | 20 | 21 | 22 | 23 | 24 | 25 |
| 26 | 27 | 28 | 29 | 30 |    |    |

| Пн | Вт | Ср | Чт | Пт | Сб | Вс |
|    |    |    |    |    | 1  | 2  |
| 3  | 4  | 5  | 6  | 7  | 8  | 9  |
| 10 | 11 | 12 | 13 | 14 | 15 | 16 |
| 17 | 18 | 19 | 20 | 21 | 22 | 23 |
| 24 | 25 | 26 | 27 | 28 | 29 | 30 |
| 31 |    |    |    |    |    |    |

| Пн | Вт | Ср | Чт | Пт | Сб | Вс |
|    | 1  | 2  | 3  | 4  | 5  | 6  |
| 7  | 8  | 9  | 10 | 11 | 12 | 13 |
| 14 | 15 | 16 | 17 | 18 | 19 | 20 |
| 21 | 22 | 23 | 24 | 25 | 26 | 27 |
| 28 | 29 | 30 |    |    |    |    |

| Пн | Вт | Ср | Чт | Пт | Сб | Вс |
|    |    |    | 1  | 2  | 3  | 4  |
| 5  | 6  | 7  | 8  | 9  | 10 | 11 |
| 12 | 13 | 14 | 15 | 16 | 17 | 18 |
| 19 | 20 | 21 | 22 | 23 | 24 | 25 |
| 26 | 27 | 28 | 29 | 30 | 31 |    |

## События
- 1482—1492 — Гранадская война[1].
  - 25 ноября — начинается осада Гранады, последней территории мавров в Испании.
- 1485—1491 — закончилась Османо-мамлюкская война[2].
- 1485—1503 — Польско-турецкая война[3].
- 1487—1491 — закончилась Французско-бретонская война[4].
- 1488—1580 — восстание в Каге монахов, крестьян и самураев буддийской секты дзёдо-синсю в Японии[5].
- 1490—1492 — Крестьянское восстание в Северной Молдавии и Галицкой земле под руководством Мухи[6].

- Март — флот португальцев достигает Конго. Крещение местного царя Нзинга Нкуву, принявшего имя Жуан, и его семьи. Правители Конго получают помощь португальцев для борьбы с племенами мундеквета.
- 30 марта — заключено Валмиерское соглашение. Мирный договор, заключённый в ливонском городе Вольмаре, который подвёл итог многолетнему интенсивному противостоянию таких мощных феодальных организаций, как Ливонский орден и Рижское архиепископство, которые, в свою очередь, претендовали на контроль над Ригой и её жителями[7].
- 7 ноября — Пресбургский мир между императором Максимилианом и королём Чехии и Венгрии Владиславом II Ягеллоном. Габсбурги становятся наследниками Ягеллонов в Чехии и Венгрии, Венгрия отказывается от притязаний на земли Австрии[8].
- 6 декабря — король Франции Карл VIII женится на Анне Бретонской, заставив её развестись с эргцегцогом Максимилианом Австрийским. Таким образом он присоединил Бретань к Франции.
- Личная уния Бретани и Франции. Присоединение герцогства Бретань к королевскому домену.

- Распространение христианства в Заире
- Менгли I Гирей нанёс крупное поражение Большой Орде (этом предшествовало специальная договорённость с великим московским князем  Иваном III)[9].
- Крупный пожар в Дрездене.

## Русское государство
Правление: 1462—1505 — Иван III Васильевич
- 1487—1494 — Русско-литовская война[10]:
  - Холмский наместник Андрей Колычёв напал с большим отрядом на Торопецкого наместника (который был убит), а многие земли Торопецкой Казаринской волостей присоединил к своему наместничеству[10].
  - После потери венгерского союзника Ивану III удалось договориться с Максимилианом Габсбургом о совместных действиях против Казимира IV и Владислава (Максимилиан добывает Угорское государство, Иван III — Киевское), но Максимилиан в итоге заключил мир с Ягеллонами[11].
  - Осень — литовские «украинные люди» перешли в наступление — набегам подверглись холмовские и великолуцкие земли, тверские волости, а также окрестности Алексина и Мстиславля (на Оке) — но всё ограничивалось грабежами и опустошениями, попыток вернуть захваченные земли или захватить новые не делалось[10].
- Весна — лето — Иван III посылает своих воевод к Донцу в помощь крымскому хану Менгли-Гирею против ханов Большой Орды — Сеит-Ахмета и Ших-Ахмета[12]. Демонстрация военной силы Русского государства заставило уйти из Перекопа войска Большой Орды, благодаря чему Крымская Орда избежала вторжения[13].
- Май — Иван III приказывает посылает военную помощь казанскому хану Мухаммед-Эмину. Узнав о выступлении войск великого князя, крымские ордынские ханы отступают от крепости Перекоп (соединявший Крымский полуостров с материком)[12].
- 5 сентября — Иван III складывает с себя крестное целование своему брату Андрею Васильевичу "за его измену", и заключает его в тюрьму на Казённом дворе в Москве, а его детей посылает в Переяславль-Залесский[12].
- Осень — Иван III принимает послов крымского хана Менгли-Гирея[12].
- Осень — Иван III принимает послов императора Священной Римской Империи — Максимилиана I[12].
- Осень — Иван III принимает послов  из Иверской земли (Грузии)[12].
- Иван III  назначает своим наместником во Пскове Василия Фёдоровича Шуйского[12].
- Посольство в Великое княжество Московское царя Кахетии Александра I (1491—1492)
- На службу великому князь выехал из ВКЛ Свербот Лызовецкий, родоначальник дворянского рода Лызловы[14].

### Города и поселения
- Март — Пётр Фрязин, для укрепления северо-восточной части Московского Кремля, закладывает ещё две стрельни, у Фроловских ворот и у Никитских ворот (название башни связано с церковью Фрола и Лавра на Мясницкой улице, а второй с иконой святого Николая, которая была установлена над воротами)[12].
- Итальянские архитекторы завершают строительство Грановитой палаты, начатой в 1487 году[12].

## Начало правления
См. также: Список глав государств в 1491 году
- 1491—1829 — князья Гурии из рода Гуриели.
- 1491—1866 — князья Мингрелии из рода Дадиани.
- 1491/2-1496/7 — султан Ак-Коюнлу Рустум.

## Родились
См. также: Категория:Родившиеся в 1491 году
- 28 июня — Генрих VIII, король Англии.
- 24 декабря — Игнатий де Лойола, основатель ордена иезуитов.
- 31 декабря — Жак Картье, французский мореплаватель, первооткрыватель реки святого Лаврентия.

## Скончались
См. также: Категория:Умершие в 1491 году
- Жан Ла Балю — французский кардинал и дипломат.